# Liste der Naturdenkmale in Hoßkirch
| Naturdenkmale | Anzahl |
| ------------- | ------ |
| FND           | 9      |
| END           | 2      |
| Gesamt        | 11     |

Die Liste der Naturdenkmale in Hoßkirch nennt die verordneten Naturdenkmale (ND) der im baden-württembergischen Landkreis Ravensburg liegenden Gemeinde Hoßkirch. In Hoßkirch gibt es insgesamt elf als Naturdenkmal geschützte Objekte, davon neun flächenhafte Naturdenkmale (FND) und zwei Einzelgebilde-Naturdenkmale (END).
Stand: 31. Oktober 2016.

## Flächenhafte Naturdenkmale (FND)
| Name                            | Bild | Kennung     | Einzelheiten | Position | Fläche Hektar | Datum         |
| ------------------------------- | ---- | ----------- | ------------ | -------- | ------------- | ------------- |
| Baumgruppe                      | BW   | 84360475705 | Hoßkirch     | ⊙        | 0,0           | 25. Sep. 1940 |
| Birkenallee                     | BW   | 84360475704 | Hoßkirch     | ⊙        | 0,0           | 25. Sep. 1940 |
| Birkenreihe (11 Birken)         | BW   | 84360475702 | Hoßkirch     | ⊙        | 0,0           | 25. Sep. 1940 |
| Feldhecke                       | BW   | 84360475701 | Hoßkirch     | ⊙        | 0,0           | 25. Sep. 1940 |
| Feuchtfläche Hüttenreuter Hilbe | BW   | 84360471450 | Hoßkirch     | ⊙        | 0,2           | 24. Mai 1982  |
| Feuchtgebiet Moosäcker          | BW   | 84360471026 | Hoßkirch     | ⊙        | 0,5           | 1. Feb. 1990  |
| Feuchtgebiet Watt               | BW   | 84360471020 | Hoßkirch     | ⊙        | 0,8           | 1. Feb. 1990  |
| Hecken und Bäume                | BW   | 84360475703 | Hoßkirch     | ⊙        | 0,0           | 25. Sep. 1940 |
| Torfstichwald Hoßkirch          | BW   | 84360471023 | Hoßkirch     | ⊙        | 1,0           | 1. Feb. 1990  |
| Legende für Naturdenkmal        |      |             |              |          |               |               |

## Einzelgebilde (END)
| Name                          | Bild | Kennung     | Einzelheiten | Position | Fläche Hektar | Datum         |
| ----------------------------- | ---- | ----------- | ------------ | -------- | ------------- | ------------- |
| Sommerlinde s. Hoßkirch       | BW   | 84360475706 | Hoßkirch     | ⊙        | 0,0           | 18. März 1982 |
| Winterlinde oberhalb Friedhof | BW   | 84360475710 | Hoßkirch     | ⊙        | 0,0           | 25. Juni 1981 |
| Legende für Naturdenkmal      |      |             |              |          |               |               |